# Barry Levinson

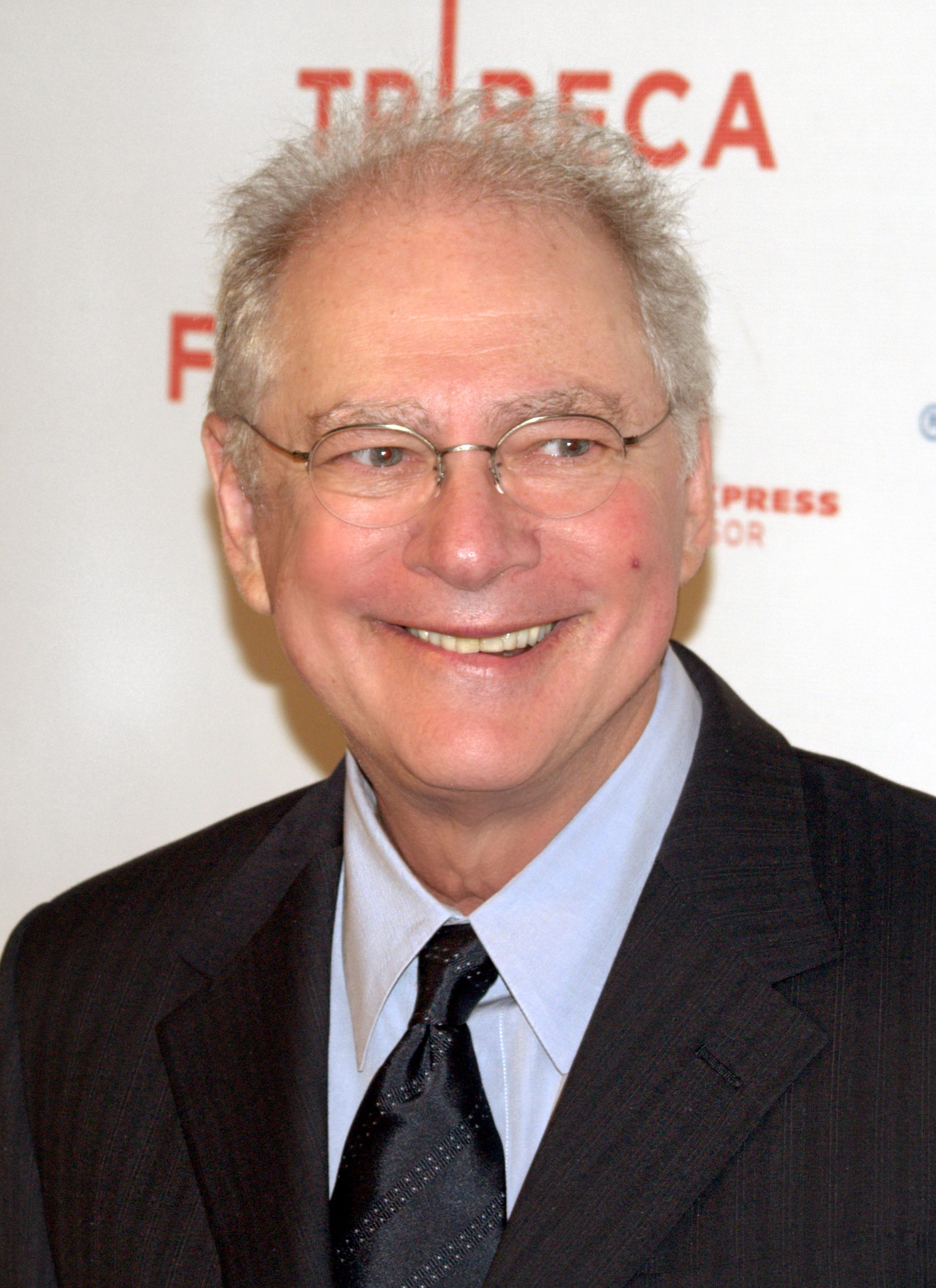
Barry Levinson, 2009

Barry Levinson (* 6. April 1942 in Baltimore, Maryland) ist ein US-amerikanischer Filmregisseur. Für Rain Man gewann er 1989 den Oscar in der Kategorie Beste Regie.

## Leben
Der Sohn eines Kaufmanns studierte Rundfunk- und Fernsehjournalismus an der American University. Während seines Studiums hatte Levinson unterschiedliche Jobs beim Fernsehen in Baltimore. Um endgültig in der Film- und Fernsehbranche zu arbeiten, ging er ohne Abschluss nach Los Angeles und nahm Schauspielunterricht. Erste Jobs als Komödiant in Comedy-Clubs brachten ihn zum Schreiben von Drehbüchern.
Anfang der 1970er Jahre begann er Drehbücher für Sitcoms und Kinofilme zu schreiben, die unter anderem von Mel Brooks realisiert wurden. Sein Debüt als Regisseur gab er dann 1982 mit American Diner. 1989 gewann er für Rain Man den Oscar für die beste Regie. Obwohl er in seiner Karriere auch immer wieder Flops wie Toys, Avalon oder Sphere – Die Macht aus dem All landete, gelangen ihm ebenfalls häufig spektakuläre Erfolge wie Rain Man und Banditen!. Sein Schaffen als Regisseur umfasst mehr als 40 Produktionen, darunter auch gelegentliche Arbeiten für das Fernsehen. Als Produzent war er an mehr 65 Produktionen beteiligt.
Viele seiner Filme spielen in Baltimore, der Stadt seiner Jugend: American Diner, Tin Men, Avalon und Liberty Heights. Im Jahr 1990 gründete er mit dem Produzenten Mark Johnson die Firma Baltimore Pictures.
Barry Levinson ist zum zweiten Mal verheiratet und Vater zweier leiblicher Söhne. Sam Levinson ist als Drehbuchautor und Regisseur tätig.

## Filmografie (Auswahl)

### Regie
- 1982: American Diner (Diner)
- 1983: Diner (Kurzfilm)
- 1984: Der Unbeugsame (The Natural)
- 1985: Das Geheimnis des verborgenen Tempels (Young Sherlock Holmes)
- 1987: Tin Men
- 1987: Good Morning, Vietnam
- 1988: Rain Man
- 1990: Avalon
- 1991: Bugsy
- 1992: Toys
- 1993: Enthüllung (Disclosure)
- 1993: Homicide (Homicide: Life on the Street, Fernsehserie, 2 Folgen)
- 1994: Jimmy Hollywood
- 1996: Sleepers
- 1997: Wag the Dog – Wenn der Schwanz mit dem Hund wedelt (Wag the Dog)
- 1998: Sphere – Die Macht aus dem All (Sphere)
- 1999: Liberty Heights
- 1999: The 20th Century: Yesterday`s Tomorrows
- 1999: Original Diner Guys
- 2000: Mit oder ohne – Was Männer haben sollten (An everlasting piece)
- 2001: Banditen! (Bandits)
- 2004: Neid (Envy)
- 2004: The Jury (Fernsehserie)
- 2004: Uniform Used to Mean Something… (Kurzfilm)
- 2006: Man of the Year
- 2008: Inside Hollywood (What Just Happened?)
- 2009: Ein Leben für den Tod (You Don't Know Jack, Fernsehfilm)
- 2010: PoliWood (Dokumentation)
- 2012: The Bay – Nach Angst kommt Panik (The Bay)
- 2014: The Humbling
- 2015: Rock the Kasbah
- 2017: The Wizard of Lies – Das Lügengenie (The Wizard of Lies, Fernsehfilm)
- 2018: Paterno
- 2021: The Survivor
- 2025: The Alto Knights

### Produktion
- 1996: Donnie Brasco – Regie: Mike Newell
- 1998: Verliebt in Sally (Home Fries) – Regie: Dean Parisot
- 2000: Der Sturm (The Perfect Storm) – Regie: Wolfgang Petersen
- 2002: Besessen (Possession) – Regie: Neil LaBute
- 2006: Man of the Year – Regie: Barry Levinson
- 2021: The Survivor
- 2025: The Alto Knights
- 2025: American Sweatshop

### Drehbuch
- 1976: Mel Brooks’ letzte Verrücktheit: Silent Movie (Silent movie) – Regie: Mel Brooks
- 1977: Mel Brooks’ Höhenkoller (High Anxiety) – Regie: Mel Brooks
- 1979: … und Gerechtigkeit für alle (…And Justice for All) – Regie: Norman Jewison
- 1980: Max’s Bar (Inside Moves) – Regie: Richard Donner
- 1982: Zwei dicke Freunde (Best friends) – Regie: Norman Jewison
- 1982: American Diner (Diner) – Regie: Barry Levinson
- 1983: Bitte nicht heute nacht! (Unfaithfully Yours) – Regie: Howard Zieff
- 1987: Suspicion, der Verdacht (Suspicion) – Regie: Andrew Grieve
- 1987: Tin Men – Regie: Barry Levinson
- 1990: Avalon – Regie: Barry Levinson
- 1994: Jimmy Hollywood – Regie: Barry Levinson
- 2006: Man of the Year – Regie: Barry Levinson

## Auszeichnungen
- 1989: Oscar für die beste Regie von Rain Man
- 1989: Goldener Bär für Rain Man auf der Berlinale 1989
- 1998: Silberner Bär für Wag the Dog auf der Berlinale 1998
- 1999: Creative Achievement Award im Rahmen der American Comedy Awards
- 2005: CineMerit Award des Filmfest München für Verdienste um die Filmkunst
- 2018: Internationales Filmfestival Karlovy Vary – Právo Audience Award und Crystal Globe for Outstanding Artistic Contribution to World Cinematography[2]